# Vladislav Frolov
Vladislav Joerjevitsj Frolov (Russisch: Владислав Юрьевич Фролов) (Tambov, 24 juli 1980) is een Russische sprinter, die gespecialiseerd is in de 400 m.
Op de Europese kampioenschappen atletiek 2006 in Göteborg won hij een zilveren medaille op de 400 m, waarbij hij een persoonlijk record liep van 45.09 seconden. Op de Europese kampioenschappen indooratletiek 2007 won hij met zijn teamgenoten Ivan Boezolin, Maksim Dyldin en Artjom Sergejenkov een zilveren medaille op de 4 x 400 m estafette. Het Russische team eindigde eigenlijk als derde, maar omdat de Russische slotloper Sergejenkov geduwd werd door de Duitse atleet Bastian Swillims werd het Duitse team gediskwalificeerd.
Op de wereldkampioenschappen atletiek 2007 in Osaka sneuvelde hij al in de voorrondes ondanks zijn snelle tijd van 45,69 seconden. Op de estafetteloop werd hij toen vijfde. Op de Olympische Spelen van 2008 in Peking nam hij wederom deel aan de 4 x 400 m estafette. Met zijn teamgenoten Maksim Dyldin, Anton Kokorin en Denis Alexeev veroverden ze een olympisch bronzen medaille in een nationaal record van 2.58,06. De wedstrijd werd gewonnen door de Amerikaanse estafetteploeg, die het olympisch record verbeterde tot 2.55,39, en de Bahamaanse estafetteploeg werd tweede in 2.58,03. In 2018 werd Frolov de bronzen medaille van de 4x400 meter van de spelen van 2008 ontnomen vanwege een positieve test van zijn ploeggenoot Denis Alexeev

## Titels
- Russisch kampioen 400 m (outdoor) - 2006
- Russisch kampioen 400 m (indoor) - 2007

## Persoonlijke records
| Onderdeel       | Prestatie | Datum           | Plaats   |
| --------------- | --------- | --------------- | -------- |
| 400 m (outdoor) | 45,09 s   | 9 augustus 2006 | Göteborg |
| 400 m (indoor)  | 46,52 s   | 24 januari 2006 | Moskou   |

## Palmares

### 400 m
- 2006: 6e Wereldbeker - 45,76 s
- 2006:  EK - 45,09 s
- 2006:  Europacup - 46,13 s

### 4 x 400 m estafette
- 2006: 6e Wereldbeker - 3.04,15
- 2007:  EK indoor - 3.08,10
- 2007: 5e WK - 3.01,62
- 2008: DQ OS - 2.58,06